# Mortal Kombat (phim 1995)
Mortal Kombat: The Movie là một bộ phim hành động và phiêu lưu được làm năm 1995 của đạo diễn Paul WS Anderson. Đây là bộ phim dựa trên dòng trò chơi điện tử đối kháng Mortal Kombat ra mắt vào năm 1992. Được dựa theo nguyên tác trò chơi điện tử, chúng ta sẽ bắt đầu cuộc hành trình của các chiến binh Johnny Cage, Sonya Blade và chiến binh Liu Kang cùng vị thần sấm tên Raiden tham gia vào một cuộc chiến tên gọi " Cuộc Chiến Sinh Tử " do phù thủy Shang Tsung tổ chức trên một hòn đảo xa lạ. Trong cuộc chiến này bọn họ phải giành được chiến thắng trong mười trận đấu liên tiếp nhằm bảo vệ cho thế giới của bọn họ trước cuộc xâm lăng của một thế giới khác gọi là Trung Gian.
Tuy bộ phim được dựa theo trò chơi điện tử về mặt ý tưởng, nhưng nội dung của nó lại làm luôn đến nội dung của trò chơi Mortal Kombat II làm năm 1993 và có một kết thúc không giống với trò chơi. Bối cảnh của bộ phim được quay tại Los Angelesvà tại Thái Lan trước khi lên rạp vào ngày 18/8/1995 tại Bắc Mỹ. Do kết cấu bộ phim làm hay và đúng nguyên tác mẫu nên giới mộ điệu hâm mộ trò chơi gần như biết nó qua sự chuyển thành công trong khi giới phê bình lại trỉ trích gay gắt bộ phim. Sau ba tuần liên tiếp lên rạp, bộ phim thu về $ 122.195.920 triệu và trở thành bộ phim có doanh thu cao nhất hồi đó. Hai năm sau đó, bộ phim tiếp theo tên Mortal Kombat: Annihilation ra đời!

## Nội dung diễn biến bộ phim
Câu truyện bắt đầu từ em trai của Liu Kang tên Chan Kang, đã bị gã phù thủy Shang Tsung giết hại trong giải đấu thứ chín. Liu Kang người chiến binh không bao giờ tin vào giải đấu Cuộc Chiến Sinh Tử đành quay về nhà và tìm hiểu xem vì sao em anh ta lại chết. Tại đây trong ngôi đền Minh Giáo của ông nội, Liu Kang đã gặp thần sấm Raiden và tự ý cho mình cái quyền được báo thù và tham gia vào giải đấu khi nó được bắt đầu.
Khi Liu Kang lên thuyền tham gia giải đấu, anh gặp siêu sao điện ảnh Johnny Cage và nữ điệp viên của Lực lượng Dặc Biệt tên Sonya Blade. Họ liên thủ với nhau lại khi lên đảo và bắt đầu cuộc chiến với những kẻ thù mà họ không mong đợi và luật lệ là phải đánh thắng trước khi giáp mặt với đương kim vô địch hoàng tử người Shokan với bốn tay tên Goro.
Trong cuộc chiến đó anh gặp mặt công chúa Kitana, được biết dưới tư cách là con gái của Shao Kahn đang được Reptile bảo vệ canh giữ. Shang Tsung đã nhắc nhở rất nhiều với đám lâu nhâu về việc công chúa Kitana nay đã 1000 tuổi và là người kế giữ ngai vàng hợp pháp của Shao Kahn trong tương lai, việc họ giành được chín trận thắng liên tiếp thực sự là kì tích và cảm thấy bất an trước cuộc chiến thứ mười này, mặc dù có sự giúp đỡ của hai kẻ thù tử chiến mạnh nhất là Scorpion (bò cạp) và Sub-Zero (lạnh lùng). Tuy nhiên khi Liu Kang đấu với Kitana, cô ta lại huỷ thi đấu và tự bại trận nên Shang Tsung đành phải thay đổi cuộc chơi.
Shang Tsung lúc này muốn Sonya Blade là đối tượng sẽ mở cánh cửa cho đạo quân của Shao Kahn bước sang nên đã cho Kano kẻ tử thù của Sonya ra thế mạng. Tuy nhiên khi làm vậy hắn lại mất Scorpion (bò cạp) vào tay Johnny Cage và Sub-Zero (lạnh lùng) vào tay của Liu Kang khi cả hai gã mạnh nhất bị tiêu diệt, tuy tức giận nhưng do còn quân át chủ bài với hoàng tử Goro nên Shang Tsung vẫn cầm trịnh trên tay.
Do quá tin vào sức mạnh bất diệt, cuối cùng Goro lại bị Cage giết khi hắn ta bất cẩn. Shang Tsung lúc này bắt giữ Sonya và kéo về Trung Gian để tiến hành kế hoạch. Raiden sau khi biết truyện đã đưa Liu Kang và Cage đến đó, tại đây họ chiến đấu và tiêu diệt Reptile rồi giải phóng cho Kitana khỏi sự theo dõi của hắn. Tại đây Kitana đã dẫn đường cho họ đến pháo đài của Shang Tsung.
Khi Shang Tsung sắp hoàn tất công việc mở cổng, Liu Kang và đám bạn xuất hiện trong việc giả dạng các tăng ni và cản hắn ta lại. Shang Tsung bực mình bèn thách thức Cage tham gia Cuộc Chiến Sinh Tử nhưng đã bị Liu Kang thách thức lại, do Liu Kang là truyền nhân của Kung Lao nên Shang Tsung đành chấp nhận tham chiến. Cả hai quyết đấu giữ dội nhưng do Liu Kang vượt trội hơn Shang Tsung nên hắn ta không thể thắng, khi biết điểm yếu của Liu Kang là người em trai đã mất Chan Kang, Shang Tsung đã biến thành em của Liu Kang và thuyết phục Liu Kang đầu hàng. Do đã có tâm lý vượt qua nỗi lòng. Liu Kang đập tan bùa phép của Shang Tsung và tiêu diệt hắn, cùng với việc giải phóng các linh hồn đang bị hắn giam giữ trong người.
Chan Kang lúc này được giải thoát, hai anh em gặp nhau rồi nói lời từ biệt. Liu Kang lúc này đã dành chức đương kim vô địch giải đấu Cuộc Chiến Sinh Tử đầu tiên. Anh cùng tất cả mọi người về nhà trong sự vui mừng và hân hoan của dân chúng, nhưng ngay lúc này gã hoàng đế Shao Kahn đã xuất hiện với cái bóng rất lớn trên ngôi đền Minh Giáo và đòi tất cả hãy dâng linh hồn cho hắn ta. Raiden lúc này nhìn lên và nói rằng: " Ta không nghĩ như thế " rồi cùng tất cả chuẩn bị cho Cuộc Chiến Sinh Tử kế tiếp.

## Các diễn viên đóng phim
- Robin Shou - thủ vai - Liu Kang
- Linden Ashby - thủ vai - Johnny Cage
- Bridgette Wilson - thủ vai - Sonya Blade
- Christopher Lambert - thủ vai - Raiden
- Talisa Soto - thủ vai - Công chúa Kitana
- Trevor Goddard - thủ vai - Kano
- Cary-Hiroyuki Tagawa - thủ vai - Shang Tsung
- François Petit - thủ vai - Sub-Zero
- Chris Casamassa - thủ vai - Scorpion
- Keith Cooke - thủ vai - Reptile
- Kevin Michael Richardson - lồng tiếng cho kĩ xảo nhân vật - Goro
- Gregory McKinney - thủ vai - Jax
- Frank Welker - lồng tiếng cho kĩ xảo nhân vật - Shao Kahn
- Steven Ho - thủ vai - Chan Kang
- Hakim Alston - thủ vai - Fighting Monk

## Phần kế tiếp
Bắt đầu từ hội chợ E3 năm 1997, khi dòng Game Mortalkombat thứ 4 ra đời với công nghệ 3D cùng với những màn trình diễn ấn tượng cùng những đánh giá cao chót vót về game đã gây được sự chú ý mạnh mẽ khắp nước Mỹ,tuy chỉ được xếp thứ 32 trong tổng số loạt game hay nhất được chú ý nhưng cái mà mọi người càng bất ngờ hơn khi một phần tiếp theo của phim Mortal Kombat: The Movie đã ra đời với tên gọi Mortal Kombat:Annilation